# چارنا (شهرستان دنبیتسا)
چارنا (به لهستانی:  Czarna) یک روستا در لهستان است که در گمینا چارنا (شهرستان دنبیتسا) واقع شده‌است. چارنا ۲٬۴۷۴ نفر جمعیت دارد.